# Dußlingen
Dußlingen település Németországban, azon belül Baden-Württembergben. Lakosainak száma 6353 fő (2023. december 31.). Dußlingen Tübingen, Nehren, Gomaringen, Rottenburg am Neckar és Ofterdingen községekkel határos.

## Népesség
A település népessége az elmúlt években az alábbi módon változott:
| Lakosok száma | 3969 | 4382 | 4534 | 4400 | 4338 | 4570 | 4927 | 5473 | 5694 | 6353 |
|               | 1961 | 1967 | 1974 | 1980 | 1987 | 1993 | 2000 | 2006 | 2013 | 2023 |